# Quadrangle de Scarpellini
Le quadrangle de Scarpellini (littéralement :  quadrangle du cratère Scarpellini), aussi identifié par le code USGS V-33, est une région cartographique en quadrangle sur Vénus. Elle est définie par des latitudes comprises entre 0° et 25° S et des longitudes comprises entre 30° et 60° E,. Il tire son nom du cratère Scarpellini.